# Conasprella
Conasprella is een geslacht van weekdieren uit de klasse van de Gastropoda (slakken).

## Soorten
- Conasprella aculeiformis (Reeve, 1844)
- Conasprella acutimarginata (G. B. Sowerby II, 1866)
- Conasprella agassizi (Dall, 1886)
- Conasprella ageri Hendricks, 2015 †
- Conasprella alexandremonteiroi (Cossignani, 2014)
- Conasprella alisi (Moolenbeek, Röckel & Richard, 1995)
- Conasprella allamandi (Petuch, 2013)
- Conasprella anacarolinae Cossignani, 2019
- Conasprella anaglyptica (Crosse, 1865)
- Conasprella aphrodite (Petuch, 1979)
- Conasprella aquitanica (Mayer, 1858) †
- Conasprella arawak (Petuch & R. F. Myers, 2014)
- Conasprella arcuata (Broderip & G. B. Sowerby I, 1829)
- Conasprella armiger (Crosse, 1858)
- Conasprella articulata (G. B. Sowerby II, 1873)
- Conasprella aturensis (Peyrot, 1931) †
- Conasprella baccata (G. B. Sowerby III, 1877)
- Conasprella baileyi (Röckel & da Motta, 1979)
- Conasprella bajanensis (Nowell-Usticke, 1968)
- Conasprella bermudensis (Clench, 1942)
- Conasprella berschaueri (Petuch & R. F. Myers, 2014)
- Conasprella berwerthi (Hoernes & Auinger, 1879) †
- Conasprella bodarti (Coltro, 2004)
- Conasprella boholensis (Petuch, 1979)
- Conasprella booti (Petuch, Berschauer & Poremski, 2017)
- Conasprella boriqua (Petuch, Berschauer & Poremski, 2016)
- Conasprella boucheti (Richard, 1983)
- Conasprella bozzettii (Lauer, 1991)
- Conasprella branhamae (Clench, 1953)
- Conasprella burckhardti (Böse, 1906) †
- Conasprella carvalhoi (Petuch & Berschauer, 2017)
- Conasprella centurio (Born, 1778)
- Conasprella cercadensis (Maury, 1917) †
- Conasprella chaac (Petuch, Berschauer & Poremski, 2017)
- Conasprella chinchorroensis (Petuch, Berschauer & Poremski, 2017)
- Conasprella comatosa (Pilsbry, 1904)
- Conasprella coriolisi (Moolenbeek & Richard, 1995)
- Conasprella coromandelica (E. A. Smith, 1894)
- Conasprella crabosi (Petuch & Berschauer, 2018)
- Conasprella culebrana (Petuch, Berschauer & Poremski, 2016)
- Conasprella damasoi (Cossignani, 2007)
- Conasprella damasomonteiroi (Petuch & R. F. Myers, 2014)
- Conasprella delessertii (Récluz, 1843)
- Conasprella delucai (Coltro, 2004)
- Conasprella dictator (Melvill, 1898)
- Conasprella dieteri (Moolenbeek, Zandbergen & Bouchet, 2008)
- Conasprella edpetuchi (Monnier, Limpalaër, Roux & Berschauer, 2015)
- Conasprella elegans (G. B. Sowerby III, 1895)
- Conasprella elokismenos (Kilburn, 1975)
- Conasprella emarginata (Reeve, 1844)
- Conasprella ericmonnieri (Petuch & R. F. Myers, 2014)
- Conasprella eucoronata (G. B. Sowerby III, 1903)
- Conasprella eugrammata (Bartsch & Rehder, 1943)
- Conasprella exumaensis (Petuch, 2013)
- Conasprella fenzani (Petuch & Sargent, 2011)
- Conasprella ferreirai (Petuch & Berschauer, 2017)
- Conasprella fijiensis (Moolenbeek, Röckel & Bouchet, 2008)
- Conasprella fluviamaris (Petuch & Sargent, 2011)
- Conasprella gattegnoi (Poppe & Tagaro, 2017)
- Conasprella geeraertsi (Poppe & Tagaro, 2017)
- Conasprella gordyi (Röckel & Bondarev, 2000)
- Conasprella grohi (Tenorio & Poppe, 2004)
- Conasprella guidopoppei (G. Raybaudi Massilia, 2005)
- Conasprella henckesi (Coltro, 2004)
- Conasprella henriquei (Petuch & R. F. Myers, 2014)
- Conasprella herndli (Petuch & R. F. Myers, 2014)
- Conasprella hivana (Moolenbeek, Zandbergen & Bouchet, 2008)
- Conasprella hopwoodi (Tomlin, 1937)
- Conasprella howelli (Iredale, 1929)
- Conasprella iansa (Petuch, 1979)
- Conasprella icapui (Petuch & Berschauer, 2018)
- Conasprella ichinoseana (Kuroda, 1956)
- Conasprella imitator (A. P. Brown & Pilsbry, 1911) †
- Conasprella insculpta (Kiener, 1847)
- Conasprella ione (Fulton, 1938)
- Conasprella itapua (Petuch & Berschauer, 2018)
- Conasprella ixchel (Petuch, Berschauer & Poremski, 2017)
- Conasprella janapatriceae (Petuch, Berschauer & Poremski, 2016)
- Conasprella janowskyae (J. K. Tucker & Tenorio, 2011)
- Conasprella jaspidea (Gmelin, 1791)
- Conasprella joanae (Petuch & Berschauer, 2018)
- Conasprella joliveti (Moolenbeek, Röckel & Bouchet, 2008)
- Conasprella josei (Petuch & Berschauer, 2016)
- Conasprella kantangana (da Motta, 1982)
- Conasprella kellyae (Petuch, Berschauer & Poremski, 2017)
- Conasprella keppensi (Petuch & Berschauer, 2018)
- Conasprella kimioi (Habe, 1965)
- Conasprella kitteredgei (Maury, 1917) †
- Conasprella kohni (McLean & Nybakken, 1979)
- Conasprella lapulapui (da Motta & R. Martin, 1982)
- Conasprella lemuriana Monnier, Tenorio, Bouchet & Puillandre, 2018
- Conasprella lenhilli (Cargile, 1998)
- Conasprella lentiginosa (Reeve, 1844)
- Conasprella levenensis (Monnier & Tenorio, 2017)
- Conasprella lindapowersae (Petuch & Berschauer, 2017)
- Conasprella lizarum (Raybaudi Massilia & da Motta, 1992)
- Conasprella longurionis (Kiener, 1847)
- Conasprella lorenzi Monnier & Limpalaër, 2012
- Conasprella lucida (W. Wood, 1828)
- Conasprella lusca (Petuch, Berschauer & Poremski, 2017)
- Conasprella mackintoshi (Petuch, 2013)
- Conasprella mahogani (Reeve, 1843)
- Conasprella marcusi (Petuch, Berschauer & Poremski, 2016)
- Conasprella marinae (Petuch & R. F. Myers, 2014)
- Conasprella masinoi (Petuch, Berschauer & Poremski, 2016)
- Conasprella mazei (Deshayes, 1874)
- Conasprella mcgintyi (Pilsbry, 1955)
- Conasprella memiae (Habe & Kosuge, 1970)
- Conasprella mindana (Hwass in Bruguière, 1792)
- Conasprella minutissima Harzhauser & Landau, 2016 †
- Conasprella nereis (Petuch, 1979)
- Conasprella nodifera (Kiener, 1847)
- Conasprella ogum (Petuch & R. F. Myers, 2014)
- Conasprella olangoensis (Poppe & Tagaro, 2017)
- Conasprella oleiniki (Petuch, 2013)
- Conasprella orbignyi (Audouin, 1831)
- Conasprella otohimeae (Kuroda & Itô, 1961)
- Conasprella pacei (Petuch, 1987)
- Conasprella pagoda (Kiener, 1847)
- Conasprella paumotu (Rabiller & Richard, 2014)
- Conasprella paupera Harzhauser, Raven & Landau, 2018 †
- Conasprella pealii (Green, 1830)
- Conasprella pepeiu (Moolenbeek, Zandbergen & Bouchet, 2008)
- Conasprella perplexa (G. B. Sowerby II, 1857)
- Conasprella pfluegeri (Petuch, 2003)
- Conasprella philippequiquandoni (Cossignani, 2019)
- Conasprella pomponeti (Petuch & R. F. Myers, 2014)
- Conasprella poremskii (Petuch & R. F. Myers, 2014)
- Conasprella prugnaudorum (Petuch & Berschauer, 2018)
- Conasprella pseudokimioi (da Motta & R. Martin, 1982)
- Conasprella pseudorbignyi (Röckel & Lan, 1981)
- Conasprella puncticulata (Hwass in Bruguière, 1792)
- Conasprella pusio (Hwass in Bruguière, 1792)
- Conasprella rachelae (Petuch, 1988)
- Conasprella rainesae (McGinty, 1953)
- Conasprella ramalhoi (Coomans, Moolenbeek & Wils, 1986)
- Conasprella ramosorum (Petuch & Berschauer, 2019)
- Conasprella raoulensis (Powell, 1958)
- Conasprella roatanensis (Petuch & Sargent, 2011)
- Conasprella roberti (Richard, 2009)
- Conasprella rutila (Menke, 1843)
- Conasprella saecularis (Melvill, 1898)
- Conasprella sargenti (Petuch, 2013)
- Conasprella sauros (Garcia, 2006)
- Conasprella scaripha (Dall, 1910)
- Conasprella schirrmeisteri (Coltro, 2004)
- Conasprella serafimi (Petuch & Berschauer, 2019)
- Conasprella sieboldii (Reeve, 1848)
- Conasprella simonei (Petuch & R. F. Myers, 2014)
- Conasprella somalica (Bozzetti, 2013)
- Conasprella sondeiana (K. Martin, 1895) †
- Conasprella spirofilis (Habe & Kosuge, 1970)
- Conasprella stearnsii (Conrad, 1869)
- Conasprella stenostoma (G. B. Sowerby I, 1850) †
- Conasprella stocki (Coomans & Moolenbeek, 1990)
- Conasprella subturrita (d'Orbigny, 1852) †
- Conasprella tammymyersae (Petuch & Berschauer, 2019)
- Conasprella tayrona (Petuch, Berschauer & Poremski, 2017)
- Conasprella tiki (Moolenbeek, Zandbergen & Bouchet, 2008)
- Conasprella tirardi (Röckel & Moolenbeek, 1996)
- Conasprella toincabrali (Petuch & Berschauer, 2019)
- Conasprella torensis (Sturany, 1903)
- Conasprella tornata (G. B. Sowerby I, 1833)
- Conasprella traceyi (J. K. Tucker & Stahlschmidt, 2010)
- Conasprella traversiana (E. A. Smith, 1875)
- Conasprella trianginodus Harzhauser, Raven & Landau, 2018 †
- Conasprella vanhyningi (Rehder, 1944)
- Conasprella vantwoudti (Petuch, Berschauer & Poremski, 2015)
- Conasprella verrucosa (Hwass in Bruguière, 1792)
- Conasprella viminea (Reeve, 1849)
- Conasprella wakayamaensis (Kuroda, 1956)
- Conasprella wendrosi (Tenorio & Afonso, 2013)
- Conasprella ximenes (Gray, 1839)